# 프리다 (잡지)
프리다(Frida)는 스웨덴에서 격주로 발행되는 청소년 잡지이다. 그 잡지는 1981년에서 2022년 사이에 발행되었다. 오버 예르셀리우스는 십대 소녀들을 대상으로 한 프리다의 창립자였다. 그것의 본사는 스톡홀름에 있었다.